# Lago Iset'
Il lago Iset' (in russo Исетское?, Isetskoe), è un bacino d'acqua dolce artificiale situato nell'Oblast' di Sverdlovsk, nel circondario federale degli Urali, circa 20 chilometri a nord ovest di Ekaterinburg. Da esso ha origine il fiume Iset', affluente di sinistra del Tobol, facente parte del bacino dell'Irtyš. 

## Storia
L'area dove si trova il lago è stata abitata fin da tempi antichi e lungo le sue sponde e sulle isole al centro del lago sono stati individuati diversi siti archeologici. A partire dalla fine dell'Ottocento vi sono stati trovati migliaia di reperti come utensili in pietra, pezzi di ceramica e frammenti di crogioli per fondere il metallo. I reperti più significativi sono conservati al Museo di Storia e Archeologia di Ekaterinburg.
Nel 1725 l'ingegnere militare Georg Wilhelm de Gennin studiò l'area per valutare la possibilità di costruirvi un impianto siderurgico. Il luogo venne però giudicato poco adatto in quanto sarebbe stato necessario disboscare un'ampia porzione di foresta, e quello che poi sarebbe diventato l'impianto di Verkh-Isetsky venne costruito alcuni chilometri più a sud lungo il corso del fiume Iset', sulle sponde dello stagno di Verkh-Isetsky.
Nel 1775 venne però costruita una diga in corrispondenza della sorgente del fiume Iset'. In questo modo il livello del lago aumentò ed esso poté essere usato come serbatoio d'acqua di riserva per la fabbrica.
Una nuova diga in terra venne costruita nel 1850. Nel 1946, in seguito alla costruzione nella cittadina di Sredneural'sk della centrale termica SUGRES, che fornisce elettricità e acqua calda a Ekaterinburg, la diga in terra è stata sostituita da una nuova diga in calcestruzzo e il livello del lago si è alzato fino ai valori attuali.

## Descrizione

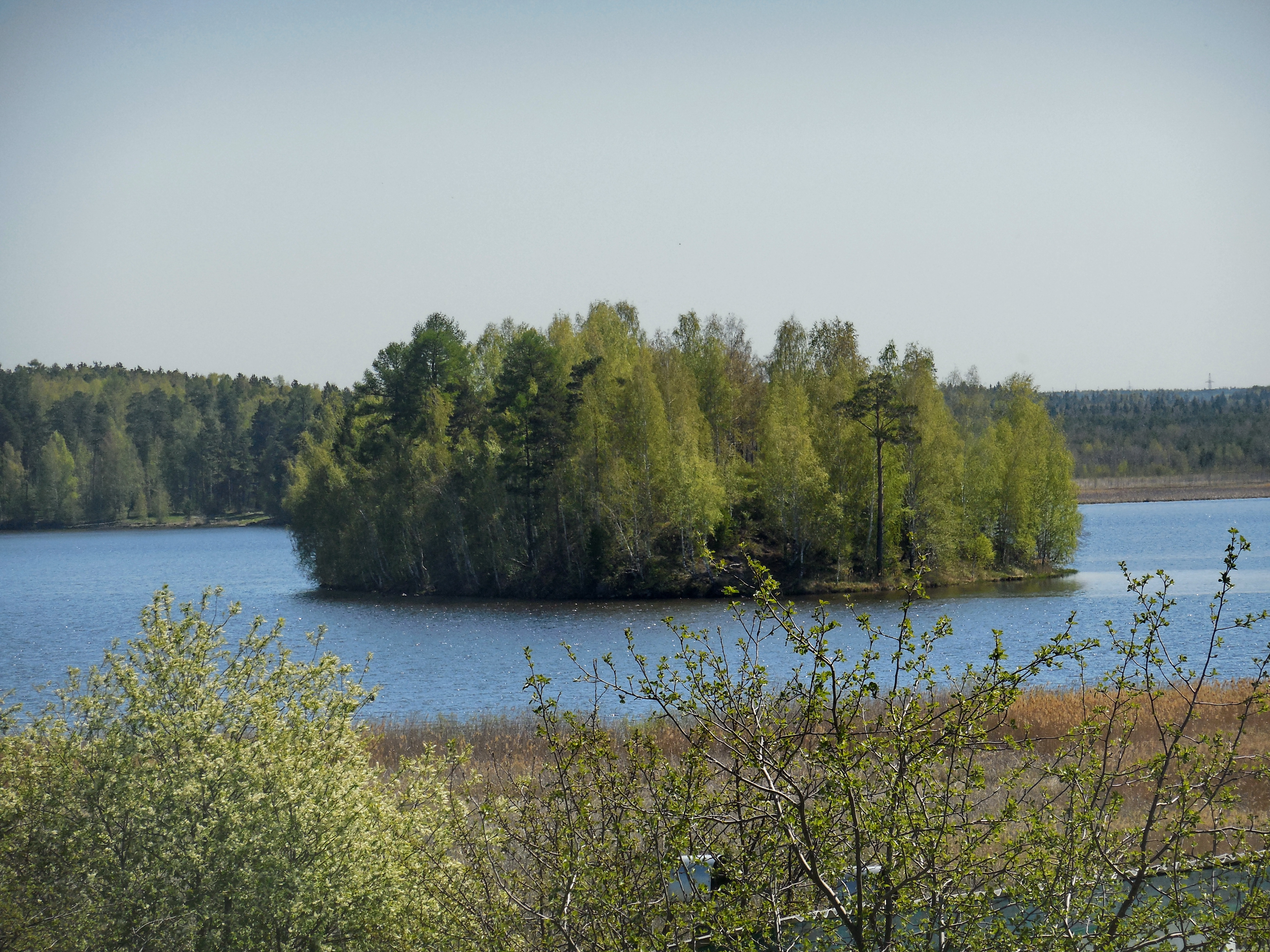
Una delle isole al centro del lago

Il lago ha una lunghezza massima di 8,4 chilometri, lungo la direzione nord-sud, una larghezza di 4,2 chilometri e copre una superficie di 24 km². La profondità massima del lago è di 3,2 m, mentre la profondità media è di 1,8 metri.
È alimentato da un gran numero di corsi d'acqua, i maggiori dei quali sono i fiumi Šitovskij Istok, Čërnaja e Muljanka. Dal lago ha origine il fiume Iset', che scorre inizialmente verso sud dando origine allo stagno di Verch-Isetskij e attraversando la città di Ekaterinburg.
Sulle sue sponde si trovano i villaggi di Murzinka (l'insediamento più antico, fondato nel 1760), Iset' e Koptjaki e la cittadina di Sredneural'sk.
Al centro del lago si trovano diverse piccole isole, spesso ricoperte di conifere e betulle. Il lago fa parte di una riserva paesaggistica dove vivono diversi uccelli acquatici. È inoltre usato per la balneazione e per la pesca sportiva.